# Santa Tecla (El Salvador)
Santa Tecla (antiga Nueva San Salvador ou Nova São Salvador) é uma cidade de El Salvador, localizada na região metropolitana da cidade de San Salvador, capital do país. Está localizada no departamento de La Libertad. Fica ao sul do vulcão San Salvador e a sudoeste da cidade de San Salvador.
De Santa Tecla saem as principais rodovias do país: ao sul a rodovia que vai para a cidade de La Libertad e a noroeste a que vai para a cidade de Santa Ana, a terceira maior cidade do país.
Foi fundada em 8 de agosto de 1854, por decreto do presidente José María San Martín. com o nome Nueva San Salvador, com a intenção de substituir a cidade de San Salvador, que havia sido gravemente destruída por terremoto, como a capital da república. Posteriormente, em 1858, o governo abandonou o projeto de transferir a capital a Nueva San Salvador, isto não impediu o desenvolvimento da nova cidade que se converteu em um próspero centro de produção cafeeira. Em 2003, o nome da  cidade foi legalmente alterado para Santa Tecla, nome com o qual tem sido conhecida tradicionalmente. A mudança se se oficializou a partir de 1 de janeiro de 2004.

## Transporte
O município de Santa Tecla é servido pela seguinte rodovia:
- RN-05, que liga o distrito à cidade de San Salvador (Departamento de San Salvador)
- LIB-34  que liga a cidade ao município de San José Villanueva
- LIB-25  que liga a cidade ao município de Huizúcar
- CA-04, que liga o município de San Ignacio (e a Fronteira El Salvador-Honduras, na cidade de Ocotepeque - rodovia CA-08 Hondurenha) (Departamento de Chalatenango) à cidade
- LIB-15  que liga a cidade ao município de Talnique
- LIB-36  que liga a cidade ao município de Tamanique
- CA-02, que liga o distrito de Jujutla (Departamento de Ahuachapán)(e a Fronteira El Salvador-Guatemala, na cidade de Moyuta) à cidade de La Unión (Departamento de La Unión)
- LIB-20, LIB-34, que ligam vários cantões do município [2]